# سيريل إم. هاريس
سيريل إم. هاريس (بالإنجليزية: Cyril M. Harris) هو مهندس معماري أمريكي، ولد في 20 يونيو 1917 في ديترويت في الولايات المتحدة، وتوفي في 4 يناير 2011.